# Jun Suzuki (football, 1961)
Jun Suzuki (鈴木 淳, Suzuki Jun), né le 17 août 1961, est un footballeur et entraîneur japonais.

## Biographie
Suzuki commence sa carrière en 1984 avec le club du Fujita Industries, club de Japan Soccer League. Il dispute un total de 41 matchs avec le club. En 1989, il est transféré au Matsushima SC. En 1992, il est transféré au Brummell Sendai. En 1996, il met un terme à sa carrière de footballeur.
En 2004, Suzuki signe un contrat d'entraîneur avec Montedio Yamagata, club de J2 League. En 2006, il est transféré au Albirex Niigata, club de J1 League. Il entraîne le club de 2006 à 2009. En avril 2010, il signe un contrat d'entraîneur avec Omiya Ardija, club de J1,. Il devient ensuite entraîneur du JEF United Chiba, club de J2,.